# Beizîmivka, Ciudniv
Beizîmivka (în ucraineană Бейзимівка) este o comună în raionul Ciudniv, regiunea Jîtomîr, Ucraina, formată numai din satul de reședință.

## Demografie
Componența lingvistică a comunei Beizîmivka
     Ucraineană (99,22%)
     Alte limbi (0,79%)
Conform recensământului din 2001, majoritatea populației comunei Beizîmivka era vorbitoare de ucraineană (99,22%), existând în minoritate și vorbitori de alte limbi.